# Mikalaj Sjoemaw
Mikalaj Sjoemaw (Wit-Russisch: Мікалай Шумаў) (Moskou, 16 februari 1994) is een Wit-Russisch wielrenner die anno 2019 rijdt voor Minsk Cycling Club

## Carrière
Als junior won Sjoemaw een etappe in de Ronde van Basilicata en nam hij deel aan het wereldkampioenschap.
In 2014 sprintte Sjoemaw, acher Jawhen Hoetarovitsj, naar de tweede plaats op het nationale wegkampioenschap. Daarmee was hij wel de eerste belofte die over de streep kwam, waardoor hij de beloftentitel op zijn naam schreef. Een jaar later werd hij, door in elk van de vier etappes bij de beste vijf renners te eindigen, vierde in het eindklassement van de Ronde van Servië. In 2016 werd hij voor de tweede maal nationaal beloftenkampioen op de weg, ditmaal door bijna drie minuten na Kanstantsin Siwtsow als tweede over de finish te komen. In 2017 eindigde hij in twee etappes van de Ronde van Marokko op het podium. In juni van dat jaar werd hij nationaal kampioen op de weg, voor Anton Ivasjkin en Aljaksandr Raboesjenka. Twee dagen won hij de Trofeo Città di Brescia.
In 2018 maakte Sjoemaw de overstap naar Minsk Cycling Club. Namens dat team werd hij in maart zesde in de door Stepan Astafjev gewonnen Grote Prijs van Side. Later die maan was hij de beste in de derde etappe van de Ronde van Cartier, voor Onur Balkan en Edoeard Vorganov.

## Overwinningen
2011
2e etappe Ronde van Basilicata
2014
 Wit-Russisch kampioen op de weg, Beloften
2016
 Wit-Russisch kampioen op de weg, Beloften
2017
 Wit-Russisch kampioen op de weg, Elite
Trofeo Città di Brescia
2018
3e etappe Ronde van Cartier
Grote Prijs van Minsk
2019
Grand Prix Velo Alanya
1e etappe Vijf ringen van Moskou
Grand Prix Erciyes

## Ploegen
- 2018 –  Minsk Cycling Club
- 2019 –  Minsk Cycling Club

Bazjkow · Ivasjkin · Karaljok · Klimjankow · Moezytsjkin · Papok · Ramanaw · Samojlaw · Sjemetaw · Sjoemaw · Sobal · Strokaw · Vorganov